# Ryan Shuck
Ryan Christopher Shuck (ur. 11 kwietnia 1973 w Taft) – amerykański wokalista, autor tekstów, gitarzysta, kompozytor, producent muzyczny i przedsiębiorca. Jest założycielem zespołu Orgy wykonującego muzykę z gatunku rocka industrialnego. Obecnie lider grupy Julien-K i gitarzystą oraz wokalistą wspierającym w zespole Dead by Sunrise założonym przez znanego z Linkin Park Chestera Benningtona. Dorastając, grał w hardrockowej kapeli Sexart, wspólnie z Jonathanem Davisem – obecnym wokalistą zespołu Korn. Prowadzi także popularną restaurację w Orange i studio nagraniowe w Long Beach.

## Lata młodości
Ryan Christopher Shuck urodził się w 1973 roku w Taft w Kalifornii. Jako dziecko malował obrazy ze swoją babcią, a potem sprzedawał je na wystawach, gdzie ludzie kupowali je, myśląc, że zostały one namalowane przez doświadczonego dorosłego artystę. W wieku 18 lat przeprowadził się do Bakersfield, gdzie uczęszczał do szkoły kosmetologii, by zostać fryzjerem.

## Kariera muzyczna
Po przenosinach do Bakersfield poznał Jonathana Davisa, który podzielał jego zainteresowania. Wspólnie założyli zespół Sexart, razem z gitarzystą Rayem „Chaka” Solisem, basistą Davidem DeRoo i perkusistą Dennisem Shinnem. Po wydaniu jedynego utworu pt.: „Inside” dołączył do nich wokalista Ty Elam. Davis opuścił zespół w 1993 roku, by przejść do L.A.P.D. (zespół muzyczny), natomiast Shuck przeniósł się do Orgy.

### Występy w Orgy
Shuck odniósł swój pierwszy sukces jako założyciel Orgy. Zespół ten, w którym występował współzałożyciel wokalista Jay Gordon, gitarzysta Amir Derakh oraz basista Paige Haley i perkusista Bobby Hewitt, przy pomocy Korna podpisał kontrakt z wytwórniami Warner Bros i Elementree Records. Orgy sprzedało ponad 1,5 miliona płyt i był wielkim sukcesem, zdobywali platynowe płyty oraz zajmowali czołowe pozycje na listach przebojów „Billboarda”. Ich piosenki znajdywały się na ścieżkach dźwiękowych takich filmów jak: To nie jest kolejna komedia dla kretynów, Aniołki Charliego, Krzyk 3 czy Zoolander ale także były puszczane w radiu przed milionami ludzi. Ryan dostał także uznanie za wkład do hitowego utworu Blind zespołu Korn nad którym pracował wraz z Jonathanem Davisem, kiedy był członkiem grupy Sexart
Na szczycie sławy Orgy, Shuck zabłysnął kreatywnością w innych strefach niż muzyka i założył linię ciuchową Replicant Rock Clothing, a niektóre ciuchy sam zaprojektował z pomocą kolegów muzyków takich jak Chestera Benningtona z Linkin Park, Stephenem Carpenterem z Deftones czy Brianem Welchem z wcześniej wymienionego zespołu Korn.
Około roku 2003, niedługo po wydaniu albumu Punk Statik Paranoia i w fazie 'rock-starowej' zespołu, członkowie byli psychicznie i fizycznie wykończeni różnymi powodami a chemia zespołu już nie była prawidłowa więc Ryan i Amir zaczęli realizować nową wizję elektronicznej muzyki. Stąd narodził się pomysł na Julien-K a pomysł rósł bardziej i bardziej w zespół.

### Dead By Sunrise
Razem z pozostałymi członkami zespołu Julien-K Shuck występuje w zespole Chestera Benningtona – Dead by Sunrise, który rozpoczął działalność w 2006 roku. Cztery lata później wydali debiutancki i jak do tej pory jedyny album – Out of Ashes, który znalazł się w pierwszej 30. listy przebojów Billboard 200 i pierwszej dziesiątce Billboard Modern Rock.

## Działalność pozamuzyczna

### Aktorstwo
W 2001 roku Shuck zagrał drugoplanową rolę w horrorze Straceni oraz w epizodzie serialu Czarodziejki.

### Modeling
Shuck był przez pewien czas modelem Calvina Kleina.

### Aktywność biznesowa
Muzyk prowadzi kilka restauracji w hrabstwie Orange: The Gypsy Den w Costa Mesa, Anaheim i Santa Ana oraz Lola Gaspar w Santa Ana. Posiada też studio nagraniowe w Long Beach.